# Zuzana Váleková
Zuzana Váleková (* 23. August 1979) ist eine ehemalige slowakische Tennisspielerin.

## Karriere
Váleková gewann während ihrer Karriere zwei Einzel- und 19 Doppeltitel des ITF Women’s Circuits. Bei den Australian Open 2000 ging mit Magda Mihalache als Partnerin im Hauptfeld des Doppelwettbewerbs an den Start; sie scheiterten gleich in der ersten Runde. Auf der WTA Tour sah man sie erstmals im Hauptfeld bei den Westel 900 Budapest Open 1999 im Doppel.
2004 gehörte sie zum Kader des TV Reutlingen, der in der 2. Tennis-Bundesliga spielte.

## Turniersiege

### Einzel
| Nr. | Datum         | Turnier        | Kategorie   | Belag     | Finalgegnerin     | Ergebnis      |
| --- | ------------- | -------------- | ----------- | --------- | ----------------- | ------------- |
| 1.  | November 1997 | Rio de Janeiro | ITF $10.000 | Sand      | Ľudmila Cervanová | 6:3, 4:6, 6:1 |
| 2.  | Februar 2000  | Faro           | ITF $10.000 | Hartplatz | Camille Pin       | 6:4, 6:3      |

### Doppel
| Nr. | Datum          | Turnier        | Kategorie   | Belag           | Partnerin              | Finalgegnerinnen                        | Ergebnis       |
| --- | -------------- | -------------- | ----------- | --------------- | ---------------------- | --------------------------------------- | -------------- |
| 1.  | September 1996 | Zadar          | ITF $10.000 | Sand            | Ľudmila Cervanová      | Blanka Kumbárová Petra Plačková         | 6:3, 6:4       |
| 2.  | April 1997     | Havr           | ITF $10.000 | Sand            | Patrícia Marková       | Julie Pullin Amanda Wainwright          | 7:63, 6:4      |
| 3.  | April 1997     | Dubrovnik      | ITF $10.000 | Sand            | Patrícia Marková       | Milena Nekvapilová Hana Šromová         | 2:6, 7:5, 6:4  |
| 4.  | Juni 1997      | Pilsen         | ITF $10.000 | Sand            | Ľudmila Cervanová      | Petra Kučová Eva Krejčová               | 5:7, 6:1, 6:4  |
| 5.  | August 1997    | Karthago       | ITF $25.000 | Sand            | Alicia Ortuño          | Eva Bes Elena Salvador                  | 4:6, 6:4, 6:4  |
| 6.  | November 1997  | Rio de Janeiro | ITF $10.000 | Sand            | Patrícia Marková       | Monika Maštalířová Paula Racedo         | 6:0, 6:74, 6:2 |
| 7.  | Januar 1998    | Miami          | ITF $10.000 | Hartplatz       | Lilia Osterloh         | Aliénor Tricerri Alina Schidkowa        | 6:4, 6:4       |
| 8.  | November 1998  | Lima           | ITF $25.000 | Sand            | Katarina Srebotnik     | Alice Canepa Conchita Martínez Granados | 6:74, 7:5, 6:4 |
| 9.  | Dezember 1998  | Bogotá         | ITF $25.000 | Sand            | Katarina Srebotnik     | Mariana Mesa Fabiola Zuluaga            | 6:3, 6:4       |
| 10. | November 1998  | Cali           | ITF $25.000 | Sand            | Katarina Srebotnik     | Laura Montalvo Alicia Ortuño            | 2:6, 6:3, 6:2  |
| 11. | Januar 1999    | Miami          | ITF $10.000 | Hartplatz       | Katarina Srebotnik     | Olga Blahotová Gabriela Chmelinová      | 4:6, 6:4, 7:5  |
| 12. | Januar 1999    | Boca Raton     | ITF $10.000 | Hartplatz       | Katarina Srebotnik     | Dawn Buth Rebecca Jensen                | 4:6, 6:4, 6:1  |
| 13. | Januar 1999    | Clearwater     | ITF $25.000 | Hartplatz       | Katarina Srebotnik     | Karin Miller Jean Okada                 | 6:2, 6:0       |
| 14. | Juni 1999      | Sopot          | ITF $25.000 | Sand            | Magda Mihalache        | Lenka Cenková Nadseja Astrouskaja       | 6:2, 6:4       |
| 15. | Oktober 1999   | Bati,o         | ITF $50.000 | Teppich (Halle) | Magda Mihalache        | Cătălina Cristea Surina De Beer         | 6:4, 3:6, 6:4  |
| 16. | April 2000     | Amiens         | ITF $10.000 | Sand (Halle)    | Magda Mihalache        | Mariana Díaz Oliva Aliénor Tricerri     | 6:2, 6:4       |
| 17. | Juli 2000      | Puchheim       | ITF $25.000 | Sand            | Swetlana Kriwentschewa | Angelika Bachmann Melanie Schnell       | 7:5, 3:6, 7:5  |
| 18. | Juni 2001      | Lenzerheide    | ITF $25.000 | Sand            | Kirstin Freye          | Erica Krauth Vanesa Krauth              | 3:6, 6:3, 6:2  |
| 19. | Juni 2001      | Mont-de-Marsan | ITF $25.000 | Sand            | Anousjka van Exel      | Renata Kučerová Hana Šromová            | 6:1, 6:1       |

## Abschneiden bei Grand-Slam-Turnieren

### Doppel
| Turnier         | 2000 | Karriere |
| --------------- | ---- | -------- |
| Australian Open | 1    | 1        |
| French Open     | —    | —        |
| Wimbledon       | —    | —        |
| US Open         | —    | —        |